# Малік аль-Аштар
Малік аль-Аштар, Малік Аштар (також Аштер) (Малік ібн аль-Харіс аль-Аштар al-Nakha'i, араб. مالك بن الحارث الأشتر النخعي) (бл. 619, Ємен—бл. 647, al-Qilzim, Єгипет) — ісламський військово-політичний діяч, сахаба, прихильник халіфа Алі під час першої фітни

## Кримська легенда
За легендою, Малік разом із побратимом Газі Мансуром поширював іслам у Північному Причорномор'ї і загинув у битві з велетнем десь на берегах Дністра. Похований в селищі Ескі-Юрт (зараз — район Бахчисарая).